# منیعه
منیعه (به عربی: المنیعة) یک واحه و شهرداری در الجزایر است که در El Ménia District واقع شده‌است. منیعه ۴۰٬۱۹۵ نفر جمعیت دارد و ۳۸۰ متر بالاتر از سطح دریا واقع شده‌است.